# Other People (2021)
Other People ist ein Film von Aleksandra Terpińska, der im September 2021 beim Polnischen Filmfestival Gdynia seine Premiere feierte. Der Film basiert auf dem Roman Inni ludzie von Dorota Masłowska, der auf Deutsch unter dem Titel Andere Leute veröffentlicht wurde.

## Handlung
Kamil Janik lebt gemeinsam mit seiner Mutter und seiner Schwester in einem Plattenbauviertel in Warschau. Sein Geld verdient er mit Schwarzarbeit und hin und wieder dealt er auch. Während er über sich selbst denkt, er hätte das Zeug zum großen Rapper und sich als nächster polnischer HipHop-Star sieht, will seine Mutter ihn loswerden.
In einer anderen Ecke von Warschau lebt Iwona. Ihre Ehe ist in die Brüche gegangen, und sie kommt mit ihrem Leben nicht wirklich zurecht, weshalb sie Antidepressiva einnimmt.

## Literarische Vorlage
„Mit einem außer Rand und Band geratenen Konsumismus, der Suche nach Zerstreuung und Betäubung, nach Reizen, Ruhm und Sex, ist „Andere Leute“ das herbe Porträt einer Gesellschaft, die vom Kapitalismus plattgemacht wurde wie von einem Presslufthammer.“

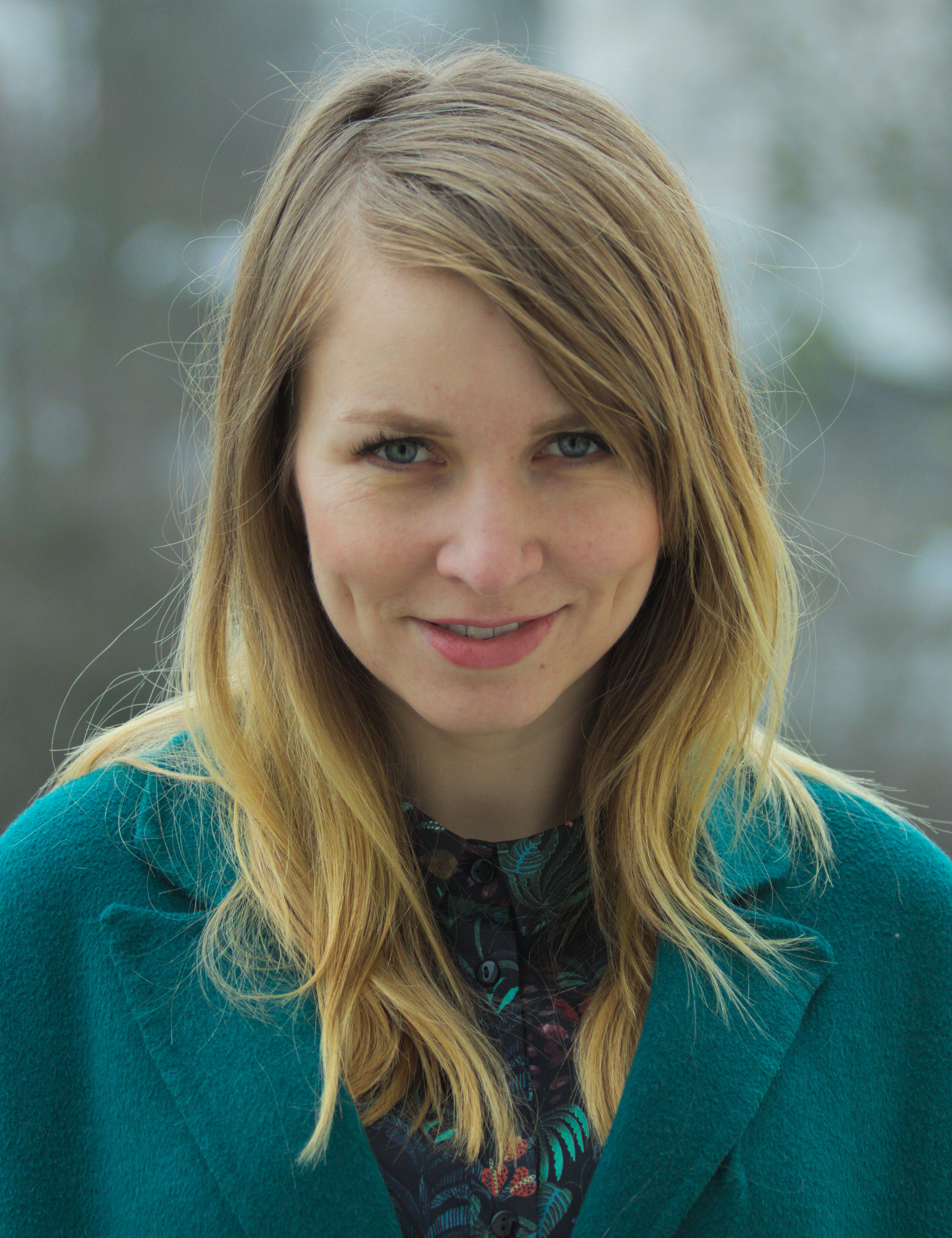
Other People basiert auf dem Roman Inni ludzie von Dorota Masłowska

Der Film basiert auf dem Roman Inni ludzie von Dorota Masłowska, der 2019 in einer Übersetzung von Olaf Kühl bei Rowohlt unter dem Titel Andere Leute auf Deutsch veröffentlicht wurde. Ihr Debütroman Schneeweiß und Russenrot, den sie im Jahr 2002 im Alter von gerade 18 Jahren veröffentlichte, war in Polen ein Skandal. Seitdem ist Masłowska in der polnischen Literatur fürs Provokante zuständig.
In Inni ludzie erzählt Masłowska aus dem Milieu der sogenannten Abgehängten, wobei es ihren Figuren eher an sinnstiftenden Dingen in ihrem Leben mangelt, als dass es ihnen materiell schlecht ginge. So komme die Autorin den Zuständen ihres zwischen wirtschaftlichem Liberalismus und gesellschaftlichem Konservatismus und Katholizismus zerrissenen Heimatlandes mit Komik und Überzeichnung bei, so Jens Uthoff von der taz. Masłowska breite in ihrem vierten Roman jedoch keineswegs Elendsimpressionismus aus, sondern drehe die Handlung ins Absurde und Komische. Meike Fessmann beschreibt Andere Leute im Tagesspiegel als das herbe Porträt einer Gesellschaft, die vom Kapitalismus plattgemacht wurde wie von einem Presslufthammer, und Verächtlichkeit und Misogynie durchzögen den Roman ebenso wie die Parolen der PiS, was gewiss nicht ohne Klischees sei, aber in ihrer starken Überzeichnung wie eine gute Karikatur wirke.

## Produktion
Regie führte Aleksandra Terpińska, die auch Masłowskas adaptierte. Es handelt sich bei Other People um ihr Spielfilmdebüt.
Die Musik für den Film steuerte Marek Aureliusz Teodoruk bei, ein Musikproduzent, besser bekannt als Auer. Auch der Erzähler Sebastian Fabjański ist Rapper. Er wuchs in Warschau auf und veröffentlichte 2020 seinem ersten Solo-Hip-Hop-Album.
Der Film erhielt vom Mazovia Warsaw Film Fund eine Produktionsförderung in Höhe von rund 300.000 Złoty / PLN und vom Polnischen Filminstitut in Höhe von 1,6 Millionen Złoty / PLN.
Die Premiere erfolgte am 23. September 2021 beim Polnischen Filmfestival Gdynia. Im November 2021 wurde er beim Tallinn Black Nights Film Festival vorgestellt. Am 18. März 2022 sollte der Film in die polnischen Kinos kommen. Ende April, Anfang Mai 2022 wird er beim Prague International Film Festival (Febiofest) vorgestellt.

## Rezeption

### Kritiken
Ola Salwa schreibt in ihrer Kritik im Online-Kinomagazin Cineuropa, der Film zeichne ein großartiges und verrücktes Porträt einer Gesellschaft, die in den frühen Tagen des Kapitalismus und Konsumismus existierte und die bis heute tägliche Kämpfe und Ängste nährt. Nicht nur in die Köpfe von Kamil und Iwona dringe Erzähler Sebastian Fabjański ein, auch in die der zahlreichen im Film vorgestellten Nebenfiguren, die eine Art moderne Inkarnation eines griechischen Chores bildeten und die innere Wut und Frustration der Protagonisten ausdrückten. Niemand in dieser Welt sei glücklich. Sie lebten im Chaos und seien voll aufgestauter Wut, wie es für Dorota Masłowskas Stil typisch sei. Das hier entworfene Gesellschaftsbild sei düster, pessimistisch und grotesk, so Salwa, der Film jedoch faszinierend, als würde man sich ein Spiegelbild in einem Spiegelsaal ansehen, denn alle Charaktere in Other People seien wie wir selbst, nur ein wenig verdrehter. Allerdings vermutet sie, das schnelle Tempo in Kombination mit den dichten, oft gerappten Textzeilen könne es für ein nicht-polnisches Publikum schwierig machen, zu folgen.

### Auszeichnungen
CinEast 2022
- Nominierung im Wettbewerb[13]

Europäischer Filmpreis 2022
- Nominierung als Bester Erstlingsfilm  (Aleksandra Terpińska)[14]

Polnisches Filmfestival Gdynia 2021
- Nominierung im Hauptwettbewerb
- Auszeichnung für das Beste Regiedebüt (Aleksandra Terpińska)
- Auszeichnung als Bester Hauptdarsteller (Jacek Beler)
- Auszeichnung für den Besten Filmschnitt (Magdalena Chowanska)[15]

Tallinn Black Nights Film Festival 2021
- Nominierung als Bester Debütfilm
- Auszeichnung mit dem FIPRESCI-Preis (Aleksandra Terpińska)[16][17]